# Kombinacja norweska na Mistrzostwach Świata w Narciarstwie Klasycznym 1933
Zawody w kombinacji norweskiej na VII Mistrzostwach świata w narciarstwie klasycznym odbyły się w dniach 10-11 lutego 1933 w austriackim Innsbrucku.

## Wyniki

### Skocznia normalna/18 km
- Data 10-11 lutego 1933

| Medal | Zawodnik                  | Narodowość           | Wynik |
| ----- | ------------------------- | -------------------- | ----- |
|       | Sven Selånger             | Szwecja              | 454,1 |
|       | Antonín Bartoň            | Czechosłowacja       | 422,0 |
|       | Harald Bosio              | Republika Austriacka | 415,0 |
| 4     | Gustav Müller             | Rzesza Niemiecka     | 413,9 |
| 5     | Ernst Feuz                | Szwajcaria           | 412,9 |
| 6     | Stanisław Marusarz        | Polska               | 409,4 |
| 7     | Alfred Stoll              | Rzesza Niemiecka     | 405,1 |
| 8     | Rudolf Burkert            | Czechosłowacja       | 402,1 |
| 9     | Markus Maier              | Republika Austriacka | 399,6 |
| 10    | Franz Reiser              | Rzesza Niemiecka     | 398,5 |
| 11    | Jaroslav Feistauer        | Czechosłowacja       | 397,4 |
| 12    | Franz Steinhauser         | Rzesza Niemiecka     | 395,9 |
| 13    | Hubert Pugl               | Republika Austriacka | 394,8 |
| 14    | Willy Möhwald             | Czechosłowacja       | 394,3 |
| 15    | Herbert Leupold           | Rzesza Niemiecka     | 392,0 |
| ...   |                           |                      |       |
| 35.   | Izydor Gąsienica-Łuszczek | Polska               | 348,1 |
| 41.   | Jan Legierski             | Polska               | 327,7 |